# Neodexiopsis peninsula
Neodexiopsis peninsula är en tvåvingeart som beskrevs av John Otterbein Snyder 1958. Neodexiopsis peninsula ingår i släktet Neodexiopsis och familjen husflugor. Inga underarter finns listade i Catalogue of Life.